# بيليسكاريس
بيليسكاريس (بالإنجليزية: Baylisascaris)‏ هو جنس من الديدان التي تصيب أكثر من خمسين نوعا من الحيوانات.

## دورة الحياة
يتم تمرير بيض بيليسكاريس عن طريق البراز وتصبح نشطة في غضون شهر تقريباً. ويمكن أن تبقى قابلة للحياة في البيئة الحاضنة، وتتحمل الحرارة والبرد. وفقا لجامعة كاليفورنيا، ديفيس، وإدارة الصحة العامة مقاطعة سانتا باربرا .

## تطور المرض
وبعد أن يبتلع الحيوان البيض عن طريق تناوله غذائه الحاضن لبيوض الدودة تفقس اليرقات المجهرية في الأمعاء وتغزو جدار الأمعاء. إذا كانت اليرقات في مضيف نهائي أي في اخر الأمعاء تدخل في التجويف المعوي، وتنمو وعندما تصبح الدودة ناضجة، تبدأ في إنتاج البيض، والتي يتم ظهورها عن طريق البراز. أما إذا كانت اليرقات في مضيف طليعي، فإنها تقتحم مجرى الدم وتدخل أجهزة مختلفة، وخاصة الجهاز العصبي المركزي. و المرض الذي تسببه هذه الديدان والذي يسمى بايليسكارياسيس. يحدث قدر كبير من الضرر في الأجهزة المختلفة حيث تحاول اليرقة ان تصنع مكان إقامة لها مثل منزل . ويقوم بالوقت نسه الجسم باطلاق جهاز المناعة ليردا على الهجوم، فيحاول جهاز المناعة في الجسم المصاب تدمير اليرقة عن طريق تسويره أو قتله. ولكن اليرقة تتحرك بسرعة للهروب، وتدخل أحيانا إلى الكبد والعينين، الحبل الشوكي أو الدماغ. أحيانا يمكن العثور عليها في القلب والرئتين، وغيرها من الأجهزة. في نهاية المطاف تموت اليرقة ويتم استيعابها من قبل الجسم. أما في أنواع صغيرة جدا مثل الفئران، قد يتطلب الامر ان يكون هناك واحد أو اثنين من اليرقات لتدخل في الدماغ و تكون قاتلة. إذا كانت اليرقة لا تسبب ضررا كبيرا في الأعضاء الحيوية، فإن الضحية لا تظهر أي علامات المرض. من ناحية أخرى إذا كان يسبب تغييرات سلوكية من خلال تدميره أجزاء من الدماغ، المضيف يصبح فريسة أسهل، وبذلك اليرقة في أمعاءالأمعاء .

## العلامات السريرية في البشر
تهيج الجلد بسبب اليرقات المهاجرة داخل الجلد.
عدم الراحة في الجهاز التنفسي، تضخم الكبد، والحمى بسبب رد فعل على الهجرة اليرقات.
تلف في العين والدماغ الأنسجة بسبب الهجرة العشوائية من اليرقات.
الغثيان، والشعور في عدم راحة والسبات العميق، والتناسق وفقدان البصر.
علامات عصبية شديدة بما في ذلك عدم التوازن، ودوران والسلوك الشاذ، والناجمة عن تلف الأنسجة واسعة النطاق بسبب هجرة اليرقات من خلال الدماغ، في نهاية المطاف المضبوطات والغيبوبة.

## الأنواع
يوجد عدة أنواع البيليسكاريس ولاغلب الديدانتنتشر في أنواع محددة من الحيوانات .
```
وتشمل أنواع بيليسكاريس : 
```

بيليسكاساريس بروسيونيس (من الراكون )
بيليسكاساريس ميليس (من الغرير الأوروبي )
بيليسكاساريس ترانسفوغا ( الدببة )
بيليسكاساريس، كولومناريس، (أوف، الظربان، أيضا، أمريكي، بادجرز )
بيليسكاساريس ديفوسي (من الصيادين ومارتنز )
بيليسكاساريس ليفيس (من المرموط )
بيليسكاساريس شروديري (من الباندا العملاقة )
بيليسكاريس بوتوسيس (من كنكاج )

## العلاج
في بعض الحالات يتم التخلص عن الديدان عن طريق البراز، ولم يظهر أي علاج للتخفيف من المرض الناجم عن يرقات الهجرة. . على الرغم من عدم وجود تأثيرات ليرفيسيدال، وقديعطى ألبيندازول (20-40 ملغ / كغ / د لمدة 1-4 أسابيع) لعلاج العديد من الحالات. .

## وصلات إضافية
- Old Rabbit Paralysis Part III: Baylisascaris Procyonis House Rabbit Society
- Baylisascaris procyonis in Dogs, D. D. Bowman, Department of Microbiology & Immunology, College of Veterinary Medicine, Cornell University, Mar. 11, 2000.
- Information on Parasites in Skunks by Matt Bolek, Diagnostic Parasitologist (link via InternetArchive, as original page no longer valid).
- University of California, Davis, and the Santa Barbara County Public Health Department.
- Parasitism in Companion Animals by Olympic Veterinary Hospital.
- Raccoon Roundworm by University of Northern British Columbia.
- Deadly Dung, University of Wisconsin Board of Regents.
- Baylisascaris procyonis: An Emerging Helminthic Zoonosis, Centers for Disease Control.
- Baylisascaris في المكتبة الوطنية الأمريكية للطب نظام فهرسة المواضيع الطبية (MeSH).